# Brachychiton bidwillii
Brachychiton bidwillii és una espècie de planta de la família de les Malvàcies que es distribueix per Nova Gal·les del Sud i Queensland. És un arbre caduc que es troba sobre gran varietat de sòls a ambients freds i temperats. És una espècie que s'usa per a l'ornament de carrers.

## Descripció
És un arbre cobert per una suau pubescència en totes les seves parts, amb les fulles llargament peciolades, ovades-cordades amb tres lòbuls acuminats cobertes de pubescència en ambdues cares. Les flors són de color vermell, quasi sèssils agrupades en les axil·les de les fulles superiors. Tenen el calze tubular acampanat. Els fruits són fol·licles, secs i amb diverses llavors, provinent d'un sol carpel, que a la maturitat s'obre per la sutura ventral, d'uns 7-10 cm de longitud, glabres per fora.

## Etimologia
Brachychiton és una paraula que prové del grec, brachys = curt, y chiton = túnica, referint-se probablement a la pilositat curta i densa que cobreix les llavors.
Bidwillii, dedicat a John Carne Bidwill (1815-1853), jardiner anglés que va col·lectar plantes a Nova Zelanda.